# Pavla Šmídová
Pavla Šmídová z d. Vincourová (ur. 12 listopada 1992 w Brnie) – czeska siatkarka, grająca na pozycji rozgrywającej, reprezentantka kraju. W latach 2015–2017 była zawodniczką Budowlanych Łódź. Przed sezonem 2019/2020 dołączyła do drużyny BKS Stal Bielsko-Biała, jednak na początku grudnia 2019 roku rozwiązała kontrakt z powodu ciąży.

## Sukcesy klubowe
Liga czeska:
- 2013, 2014
- 2009, 2010, 2023[5]
- 2008, 2011

Puchar Czech:
- 2013, 2014

Liga polska:
- 2017
- 2018

Superpuchar Polski:
- 2017

Puchar Polski:
- 2018

## Sukcesy reprezentacyjne
Mistrzostwa Europy Juniorek:
- 2010

Liga Europejska:
- 2012, 2019

Puchar Borysa Jelcyna:
- 2015

## Nagrody indywidualne
- 2015: Najlepsza rozgrywająca Pucharu Borysa Jelcyna
- 2018: Najlepsza rozgrywająca Pucharu Polski